# 유게 토모히사
유게 토모히사(ゆげともひさ, 弓削智久, 1980년 5월 25일 ~)는 일본의 영화 배우다. 호세이대학부속고등학교를 졸업했으며, 1999년 드라마 '소시민 켄'으로 데뷔했다.

## 드라마
- 가면라이더 류우키
- 달의 요정 세일러문 (드라마)
- 가면라이더 가부토
- 가면라이더 가이무
- 데스노트 (드라마)

## 영화
- 피안도